# Viikate
Viikate — фінський рок-гурт. Заснований 1996 року співаючим гітаристом Каарле Віікате (справжнє ім'я Калле Віртанен) і ударником Сімеоні Віікате (справжнє ім'я Симо Кайристола) на рок-фестивалі Ilosaarirock в Йоенсуу.
Перший час музиканти записувалися на лейблі Syyslevyt, але потім уклали контракт із Ranka Recordings. Пісні групи являють собою спокійні ліричні мелодії, іноді переходячи у крайню похмурість. Теми пісень — від загубленої надії до сумних сімейних свят.
Величезний вплив на стиль групи виявили фінська народна музика й творчість фінських співаків 1950-х років, у першу чергу Рейно Хелісмаа і Тапіо Раутаваара, а також музика фінських груп Lyijykomppania, Mana Mana і The Agents. 
2005 року до групи приєдналися гітарист Арво Віікате (справжнє ім'я Арі Таймінен) і басист Ерво Віікате (Еркка Коскінен). 
На своїй батьківщині група користується дуже великою популярністю, однак за її межами відома мало.

## Дискографія

### Альбоми
- Noutajan valssi (2000)
- Vuoden synkin juhla (2001)
- Kaajärven rannat (2002)
- Surut pois ja kukka rintaan (2003)
- Unholan urut (2005)
- Marraskuun lauluja I (2007)
- Marraskuun lauluja II (2007)
- Kuu kaakon yllä (2009)
- Petäjäveräjät (2012)

### EP
- Vaiennut soitto (1998)
- Roudasta Rospuuttoon (1999)
- Alakulotettuja tunnelmia (2000)
- Valkea ja kuulas (2001)
- Kevyesti keskellä päivää (2002)
- Iltatähden rusko (2003)
- Kuolleen miehen kupletti (2004)
- Kesävainaja (2009)
- Linna Espanjassa (2010)

### Сингли
- Odotus (2001)
- Piinaava hiljaisuus (1997)
- Ei ole ketään kelle soittaa (2002)
- Nuori mies nimetön (2002)
- Kaunis kotkan käsi (2003)
- Leimu (2003)
- Leimu (dvd-single) (2003)
- Pohjoista viljaa (2005)
- Tie (2005)
- Vesi jota pelkäät (2005)
- Maria Magdalena (2005)
- Ah ahtaita aikoja (2006)
- Ei enkeleitä (2007)
- Me olemme myöhäiset (2007)
- Orret (2007)
- Viina, terva ja hauta (2009)
- Kuu kaakon yllä (2009)
- Hautajaissydän (2010)
- Sysiässä (2012)

### Колекції
- Kuutamourakat (2004)
- Parrun pätkiä (2006)
- Marraskuun singlet (2008)
- Kuutamo, kaiho & katkeruus (2011)